# Violent Relaxation
Der Begriff violent relaxation (engl. für heftige Relaxation) beschreibt einen Mechanismus zur Relaxation eines Gases, d. h. zur Umverteilung der kinetischen Energie, so dass sich ein thermisches Gleichgewicht einstellen kann. Dieser Prozess ist insbesondere in der Astrophysik wichtig, wo kollisionsfreie Gase (wie zum Beispiel Sterne in Galaxien, Galaxien in Galaxienhaufen) sonst kein thermisches Gleichgewicht herstellen könnten. Die Relaxation erfolgt innerhalb der Zeitskala des freien Falls, wobei die Umverteilung der kinetischen Energie durch zeitliche Veränderungen im Gravitationspotential „erzwungen“ wird.

## Mathematische Beschreibung
Die zeitliche Änderung der Energie {\displaystyle E(t)={\frac {m}{2}}v(t)^{2}+\Phi ({\vec {r}}(t),t)} (kinetische plus potentielle) einer Testmasse lautet (Kettenregel):
{\displaystyle {\frac {\mathrm {d} E}{\mathrm {d} t}}={\frac {1}{2}}\cdot m\cdot {\frac {\mathrm {d} v^{2}}{\mathrm {d} t}}+{\frac {\partial \Phi }{\partial t}}+{\vec {v}}\cdot {\vec {\nabla }}\Phi }
Hierbei sind:
- {\displaystyle m} die Testmasse,
- {\displaystyle {\vec {v}}} die Geschwindigkeit und
- {\displaystyle \Phi ({\vec {r}},t)} das Gravitationspotential.

Es gilt nun:
{\displaystyle {\frac {1}{2}}\cdot m\cdot {\frac {\mathrm {d} v^{2}}{\mathrm {d} t}}={\vec {v}}\cdot \left(m\cdot {\frac {\mathrm {d} {\vec {v}}}{\mathrm {d} t}}\right)={\vec {v}}\cdot {\vec {F}}}
wobei {\displaystyle {\vec {F}}} die Kraft ist. Benutzt man nun noch {\displaystyle {\vec {F}}=-{\vec {\nabla }}\Phi }, so heben sich zwei der Terme weg und man erhält für die zeitliche Änderung der Energie einer Testmasse:
{\displaystyle {\frac {\mathrm {d} E}{\mathrm {d} t}}={\frac {\partial \Phi }{\partial t}}}.